# Sailor Moon R (videojuego de Super NES)
Bishōjo Senshi Sailor Moon R es un videojuego beat 'em up de desplazamiento lateral desarrollado por Angel y publicado por Bandai en Japón el 29 de diciembre de 1993. Es el tercer juego creado por Angel basado en el manga y manga Sailor Moon shōjo de Naoko Takeuchi. serie de anime, así como el segundo título de la franquicia de Super Famicom, que sirve como secuela de Sailor Moon.
Después de la segunda temporada de la serie de anime, que adaptó el segundo arco del manga, los jugadores controlan a una de las seis Sailor Senshi y luchan contra enemigos en varios lugares para proteger la Tierra de los alienígenas Hell Tree liderados por Ail y Ann. así como el Black Moon Clan liderado por Prince Demand, que intentan robar la energía vital de los humanos y los Star Points del futuro Crystal Tokyo. Al igual que su predecesor, el juego tuvo una recepción mixta por parte de los críticos desde su lanzamiento

## Gameplay
Ver: Sailor Moon (videojuego de 1993)
Al igual que su predecesor, Bishōjo Senshi Sailor Moon R es un juego de lucha de desplazamiento lateral en el que los jugadores toman el control de los cinco soldados marineros originales en varios escenarios, cada uno ubicado en una ubicación diferente, y luchan contra una variedad de enemigos. y villanos de la serie para derrotar a los alienígenas Hell Tree y al Black Moon Clan.
Cada soldado tiene un ataque especial propio que inflige daño a todos los enemigos en pantalla a la vez al cargarlo. Cada soldado también tiene diferentes atributos durante el juego, lo que anima a los jugadores a seleccionar su personaje preferido. Una nueva incorporación a la secuela es la capacidad de jugar como Chibiusa en su propio modo de juego. Otra incorporación es un modo de juego de lucha versus, donde los jugadores eligen entre cualquier Sailor Senshi y lucha contra otros oponentes en combates uno a uno y el luchador que logra agotar la barra de salud del oponente gana el combate.

## Desarrollo y lanzamiento

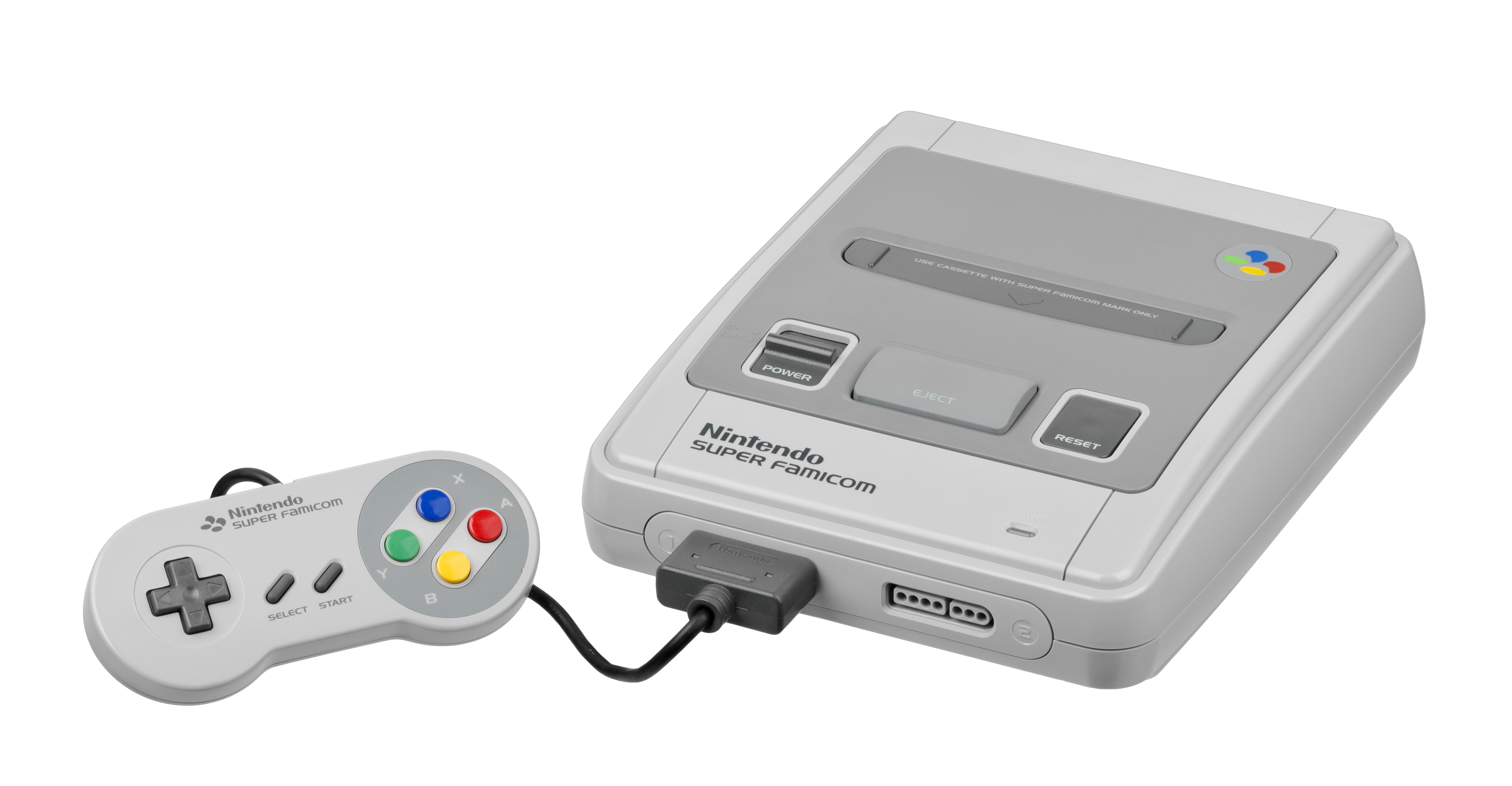
Bishōjo Senshi Sailor Moon R fue desarrollado por la mayor parte del equipo original que trabajó en el título anterior de Sailor Moon exclusivamente para Super Famicom.

Bishōjo Senshi Sailor Moon R en Super Famicom, que fue lanzado exclusivamente en Japón por Bandai el 29 de diciembre de 1993, fue creado una vez más por un equipo compuesto por personal de la serie titular de manga y anime shōjo, con el productor Jōji Yuno en Angel al frente del desarrollo. , quien relató su proceso de creación e historia en una guía de estrategia oficial de Kodansha de mayo de 1994, cinco meses después del lanzamiento del juego al mercado. Yuno afirmó que el modo "Chibiusa", que estaba dirigido a una audiencia mucho más joven, creció más allá de las expectativas del personal y afirmó que todavía había misterios detrás del personaje de Chibiusa y decidió eliminarla del juego principal y crear un modo separado después del equipo. estaban preocupados y debatieron cómo debería implementarse en el proyecto, ya que pensaron que Chibiusa siendo atacada por enemigos no se vería bien debido a su altura. El equipo decidió presentar la sombrilla que Chibiusa tenía desde su aparición como arma, afirmando que esto compensaba su diferencia con la altura de los enemigos y era "mucho más lindo que Chibiusa golpeando y pateando directamente a los enemigos". Sin embargo, la sombrilla dispara estrellas de energía cuando ataca a los enemigos, ya que Yuno afirmó que "desde el punto de vista de la crianza de los niños, no es ideal golpear a los enemigos directamente con una sombrilla".
Con respecto a los Sailor Soldiers, Yuno dijo que era difícil concebir nuevos movimientos ya que el equipo tuvo problemas para idear movimientos de ataque durante el desarrollo de su versión anterior de Sailor Moon, pero pudo implementar movimientos que inicialmente se desecharon debido a limitaciones de espacio de memoria. , sin embargo, personajes como Sailor Venus tuvieron su conjunto de movimientos ligeramente alterado. Yuno también declaró que el ataque especial del juego que daña a los enemigos en pantalla apenas había debutado en la serie de anime y fue tomado prestado para el proyecto. Sin embargo, Yuno afirmó que las razones para concebir los movimientos de ataque conjunto utilizados en el juego cooperativo se debieron al hardware emitido al usar el ataque de limpieza de pantalla y "agregar significado" en el modo de dos jugadores, ya que el equipo no quería co -op play para ser solo dos jugadores en el modo de un solo jugador. Yuno también afirmó que el equipo estaba contento con su capacidad para implementar múltiples movimientos ocultos, entre otros elementos.
El equipo de Angel también fortaleció a los enemigos, y algunos se extrajeron del manga original, sin embargo, algunos personajes como Esmeraude reorganizaron su conjunto de movimientos antes del lanzamiento. El equipo también agregó un modo de lucha de dos jugadores, ya que el equipo originalmente planeó implementar un modo de juego de lucha en su lanzamiento anterior de Sailor Moon, pero no pudo hacerlo debido a la mayor capacidad de espacio de memoria. Sin embargo, a pesar del aumento del espacio de memoria, finalmente se eliminaron varios elementos, como que Sailor Pluto sea un personaje jugable en los modos versus para un jugador y dos jugadores. Angel le pidió a Takanori Arisawa que repitiera su papel de compositor, creando un arreglo original de Moonlight Densetsu para el juego, mientras que el director de arte "Kumata" fue responsable de los fondos dibujados a mano. Yuno también reveló que una mujer estaba a cargo de las imágenes, afirmando que "se agregó un sentido de mujer a la forma en que se mostraba la acción en la pantalla".

## Recepción
Bishōjo Senshi Sailor Moon R en Super Famicom, como su predecesor, recibió una recepción crítica mixta por parte de los críticos. Sergei Shimkevich de Animerica le dio al juego una perspectiva positiva. Electronic Gaming Monthly declaró que "Este extraño carrito es un juego genial que les gustará a todos". Bruno Sol de la revista española Superjuegos elogió la presentación. La publicación española Minami elogió la adición de un modo de juego de lucha. El sitio web argentino Malditos Nerds lo clasificó como el número cinco en sus mejores juegos de Sailor Moon.
- Datos: Q16514315